# Gisela Jahn (Forstwissenschaftlerin)
Gisela Jahn (* 15. August 1920 in Neuhaus an der Oste; † 19. März 2024 in Göttingen) war eine deutsche Forstwissenschaftlerin und Professorin an der Georg-August-Universität Göttingen.

## Ausbildung und Beruf
Ihre Kindheit verbrachte Gisela Jahn in Hannoversch Münden. Nach dem Abitur 1940 am Lyzeum in Kassel kehrte sie nach Hannoversch Münden zurück, um an der dortigen Forstlichen Fakultät der Georg-August-Universität Göttingen zu studieren, zu einer Zeit, als die Forstwissenschaften noch eine Domäne der Männer waren.
Nach Abschluss des Studiums 1943 wurde sie Wissenschaftliche Assistentin am Institut für Waldbautechnik; ihre Dissertation über Standortfragen des Anbaus von Douglasien reichte Jahn 1950 an der Forstlichen Fakultät ein, im Druck erschien sie 1954. Die Zusammenarbeit mit Friedrich-Karl Hartmann, die nun begann, bewirkte einen allmählichen Wandel ihrer Interessen von Produktivitätsfragen unter weitgehender Ausblendung von Fragen der Beheimatung von Pflanzen hin zur forstlichen Vegetationskunde unter dem Aspekt des von Hartmann vertretenen pflanzensoziologischen Ansatzes. Im Jahr 1970 habilitierte Jahn sich mit einer Arbeit über Wuchsraumgliederung und waldbauliche Rahmenplanung und gab damit Hinweise für die praktische Anwendung vegetationskundlicher und standortkundlicher Erkenntnisse.
Im Jahr 1970 siedelte das Waldbau-Institut von Hannoversch Münden nach Göttingen über, wo Jahn 1973 zur außerplanmäßigen Professorin ernannt wurde. 1985 wurde sie emeritiert, vertrat aber noch darüber hinaus das Fach Forstliche Vegetationskunde in Lehre und Veröffentlichungen.
Von 1973 bis 1979 war Jahn Vorsitzende der Arbeitsgemeinschaft für forstliche Standorts- und Vegetationskunde. Die Floristisch-soziologische Arbeitsgemeinschaft ernannte sie 2000 zum Ehrenmitglied.

## Veröffentlichungen (Auswahl)
- Standörtliche Grundlagen für den Anbau der grünen Douglasie unter besonderer Berücksichtigung des nordwestdeutschen Mittelgebirges. Aus dem Institut für Waldbau-Grundlagen der Forstlichen Fakultät der Universität Göttingen in Hann. Münden. Sauerländer, Frankfurt 1954. (Dissertation).
- Waldgesellschaften des mitteleuropäischen Gebirgsraums nördlich der Alpen. Fischer, Stuttgart 1967 (zwei Bände, mit Friedrich-Karl Hartmann).
- Forstliche Wuchsraumgliederung und waldbauliche Rahmenplanung in der Nordeifel auf vegetationskundlich-standörtlicher Grundlage. Cramer, Lehre 1972, ISBN 978-3-7682-0851-2.
- als Herausgeberin: Application of vegetation science to forestry. (= Handbook of vegetation science, Band 12) Junk, Den Haag 1982, ISBN 90-6193-193-2.